# Châteauvieux (Hautes-Alpes)
Châteauvieux település Franciaországban, Hautes-Alpes megyében. Lakosainak száma 536 fő (2022. január 1.). Châteauvieux Gap, Lettret, Neffes és Tallard községekkel határos.

## Népesség
A település népességének változása:
| Lakosok száma | 142  | 240  | 332  | 434  | 476  | 485  | 490  | 506  | 519  | 536  |
|               | 1968 | 1982 | 1990 | 2006 | 2013 | 2015 | 2017 | 2019 | 2020 | 2022 |